# Luisa Crestar
Luisa Crestar (Betanzos, España; 1908 - La Coruña, España; 23 de febrero de 1988) fue una poeta gallega, conocida también por recitar poesía de Rosalía, Curros o Cabanillas. Accionista de la Editorial Galaxia, donó su biblioteca personal a la Biblioteca Municipal de Betanzos.

## Reseña biográfica
Luisa Crestar Díaz nace en 1908, la cuarta en una familia de canteros de Moaña asentada en Betanzos desde mediados del siglo XIX. Sus padres Xacobe Crestar Faraldo (1870-1940) y Enriqueta Díaz Vázquez tuvieron nueve hijos. La familia vivía en la calle Travesa número 7 donde había una tienda en el bajo, propiedad de una tía que también residía con ellos. Sus hermanos Manuel y Eduardo fueron dibujantes y caricaturistas. Su primo Antón Crestar (Miño 1896 - Montevideo 1983) fue presidente del Centro Gallego de Montevideo y destacada figura de la emigración y el galleguismo en Uruguay.
Fue jefa de negociado de la Compañía Telefónica en Santiago de Compostela. En la década de los 50 actuó con frecuencia en Radio Galicia y en los 60 publicó poesías en los periódicos La Voz de Galicia y La Noche. Grabó también una cinta recitando autores gallegos que fue reproducida varias veces en la Radio de la Capital en Montevideo.
Accionista de la Editorial Galaxia desde su fundación, en su biblioteca personal atesora primeras ediciones de esta, ediciones especiales y numeradas. Otras son publicaciones de pequeña tirada, ediciones de autor y alguna no venal.
Publicó su poemario Nas orelas do Mendo en 1982, que consta de setenta y siete poemas en gallego y siete en castellano. Lo dedicó a Domingo García Sabell y Segundo Hevia Torres, quien lo ilustró con once dibujos más la portada. El libro fue presentado el 28 de agosto de 1982 en Coirós, donde residía en ese momento Luisa. Su poesía es de inspiración popular, con ecos de Bécquer y Rosalía de Castro, algunas relacionadas con la Navidad, de corte humilde. El título del poemario hace referencia al río menor de la ciudad, el Mendo.
El 12 de agosto de 1984, según el Anuario Brigantino que recoge la noticia, donó unos 2.000 libros de su biblioteca a la Biblioteca Pública Municipal Castelao. Muchos de estos libros están dedicados a la poeta por Otero Pedrayo, Vales Villamarín, Domingo García-Sabell, etc. Entre los libros de Galaxia que contienen dedicatorias autógrafas destacan la de Ramón Piñeiro, Juan Rof Carballo, Álvaro Cunqueiro, Ánxel Fole o Xohana Torres. De otros libros destacan los autógrafos de Aquilino Iglesia Alvariño o Baldomero Cores.
Murió el 23 de febrero de 1988 en el antiguo hospital Juan Canalejo (ahora CHUAC) de La Coruña a los ochenta años, soltera y sin hijos.